# Rubén Galindo Aguilar
Rubén Galindo Aguilar (Ciudad de México, 14 de agosto de 1938), es un productor, escritor y director de cine mexicano.

## Biografía
Nació en Ciudad de México el 14 de agosto de 1938. Hijo del también productor Pedro Galindo Galarza, quien iniciara su carrera cinematográfica como compositor de temas rancheros como «Soy puro mexicano», «La malagueña» y «El herradero». y más tarde se convirtiera en uno de los grandes productores de la época de oro del cine mexicano con cintas como Cielito lindo, La doncella de piedra, El derecho de nacer, Al son del mambo, Juan charrasqueado. Rubén Galindo Aguilar creció entre foros y locaciones. Inició su carrera como director con un cortometraje titulado El rey de la selva, basado en una fábula de su propia autoría.
A sus 74 años de edad ha realizado más de 120 cintas, entre las que destacan sus chili wéstern como Todo el horizonte para morir (1971), Tráiganlos vivos o muertos (1972). Aún más importantes su cintas sobre la vida de los indocumentados mexicanos en Estados Unidos como La banda del carro rojo (1978), La muerte del soplón y La niña de la mochila azul (1979 y 1981) o La mugrosita (1982).

## Filmografía
- Un amante anda suelto (1970)
- Águilas de acero (1971)
- Seis disparos de pistola (1971)
- Buscando una sonrisa (1971) - Estrenada 1972
- Un sueño de amor (1971) - Estrenada 1972
- Santo contra los asesinos de otros mundos (1971) - Estrenada 1973
- Los desalmados (1971)
- Todo el horizonte para morir (1971)
- Tráiganlos vivos o muertos (1972)
- Lágrimas de mi barrio (1972)
- Pistoleros bajo el sol (1972) - Estrenada 1974
- La amargura de mi raza (1972) - Estrenada 1974
- La carrera del millón (1973)
- Pilotos de combate (1973)
- El hijo de los pobres (1974)
- El agente viajero (1974)
- Debieron ahorcarlos antes (1974)
- El extraño caso Morgan (1974)
- Pistolero del diablo (1974)
- Yo y mi mariachi (1975)
- Los desarraigados (1976)
- La muerte del soplón (1977)
- El hijo del palenque (1977)
- Los dos amigos (1977)
- La banda del carro rojo (1978)
- El llanto de los pobres (1978)
- Mágnum 357 (1979)
- La niña de la mochila azul (1979)
- El ladrón fenómeno (1979)
- Cuentos colorados (1980)
- La noche del Ku-kux-klan (1980)
- Sangre de campeón (1980)
- El potrillo colorado (1980)
- El oreja rajada (1980)
- La niña de la mochila azul 2 (1981)
- La mugrosita (1982)
- Lobo salvaje (1983)
- La esperanza de los pobres (1983)
- La golfa del barrio (1983)
- La niña de los hoyitos (1984)
- Hombres de acción (1984)
- Narcoterror (1985)
- Yako cazador de malditos (1986)
- El cachas de oro (1986)
- El rey de la selva (1989)
- El pájaro con suelas (1989)
- Fuera ropa (1995)
- Desnudos (2004)
- Pamela, secretos de una pasión (2008)